# Discografia Dalidei

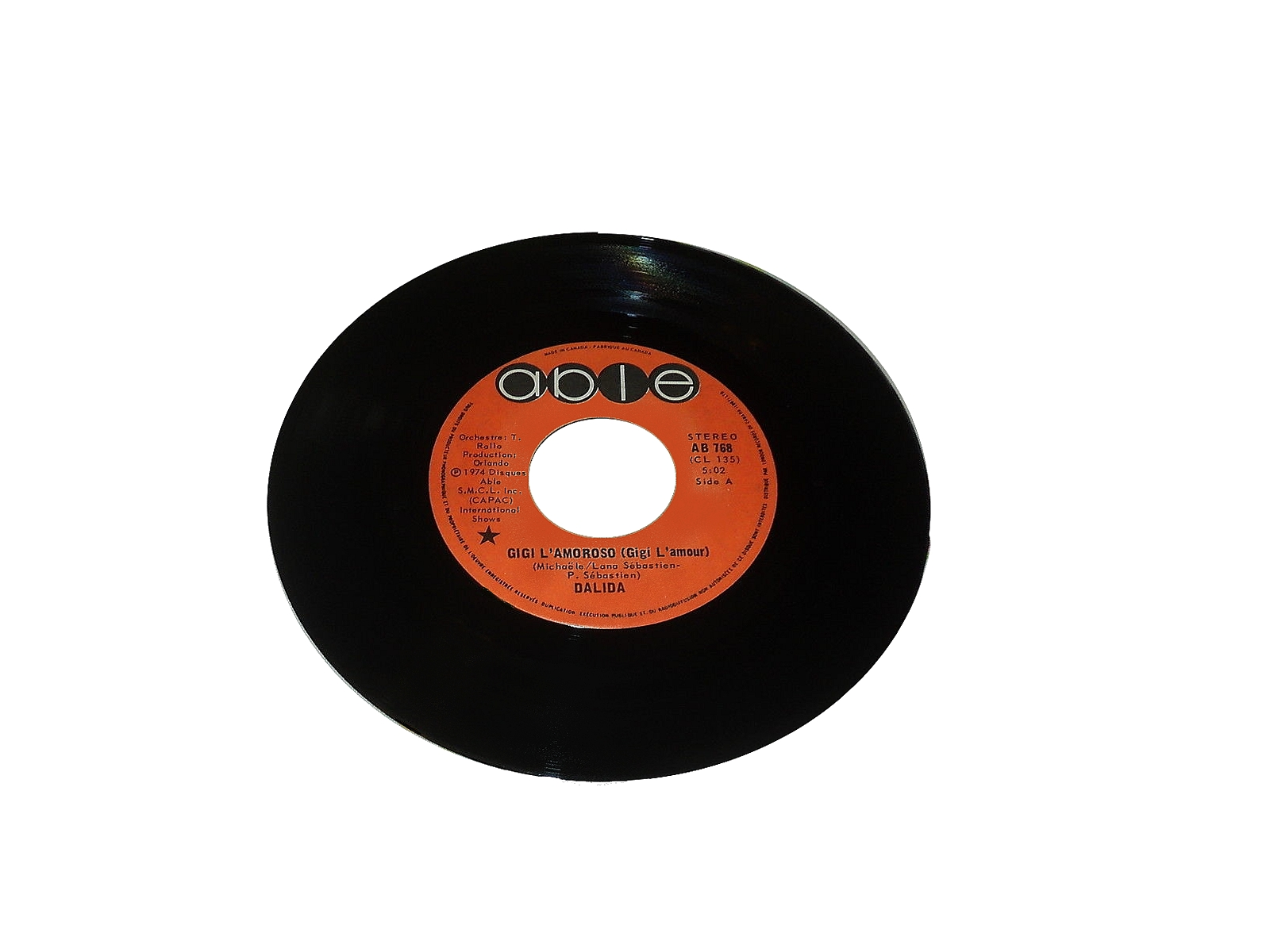
Discul „Gigi l’amoroso” și „He had just turned 18” cântat de Dalida.

Discografia cântăreței franceze Dalida cuprinde 44 de albume de studio, o coloană sonoră, patru albume live și peste 50 de compilații. Muziciana a interpretat aproximativ 700 de cântece de-a lungul carierei în nouă limbi - franceză, italiană, germană, spaniolă, engleză, arabă, japoneză, flamandă și ebraică. Potrivit Universal Music, Dalida a vândut aproximativ 140 de milioane de discuri în toată lumea. Albumele ei s-au bucurat de popularitate pe întreag mapamondul. Printre țările în care a înregistrat vânzările cele mai mari se numără Franța, Italia, Spania, Germania, Austria, Belgia, Țările de Jos, dar și România, Rusia, Polonia, Turcia, Egipt, Algeria, Liban, Maroc, Israel, Africa de Sud, Japonia, Filipine, Canada, Mexic, Brazilia și Argentina.
Primul ei mare succes a fost discul "Bambino" (1956) care a staționat timp de 31 de săptămâni pe locul 1 în clasamentul francez. Alte cântece care au ocupat locul întâi în această perioadă în Franța sunt "Gondolier" (1958), "Come prima", "Guitare et tambourin" și "Ciao, ciao, bambina" (toate trei în anul 1959). În anul 1960 lansează al șaselea album de studio, Les enfants du Pirée, piesa care dă numele albumului devenind hit în mai multe țări europene și în Quebec. Al șaptelea album de studio, Milord, produce un mare hit cu piesa cu același nume în țările germanice. Abordează pentru o perioadă stilul Yé-yé care produce noi hit-uri ca "Itsi bitsi, petit bikini" și "La leçon de Twist". Mijlocul anilor 1960 îi oferă noi hit-uri internaționale ca "La danse de Zorba" și "Bonsoir mon amour", dar și hit-uri regionale, ca "Bang Bang" în Italia. În 1968, "Les temps des fleurs" devine cel mai mare șlagăr al Dalidei în Franța din ultimii trei ani.
În anul 1970 piesa "Darla dirladada" devine un succes în Franța, în timp ce "Ils ont changé ma chanson, ma" devine primul ei disc single clasat în Japonia. La mijlocul acestui deceniu lansează două dintre piesele ei semnătură, "Paroles ... paroles" (cu Alain Delon) și "Gigi l'amoroso", hit-uri în mai multe țări, în timp ce varianta germană a piesei "Il venait d'avoir 18 ans" obține succes în țările germanofone. În 1976 se reîntoarce pe prima poziție în clasamentul francez cu unul dintre primele discuri franceze disco, "J'attendrai", continuând cu alte succese în acest gen.
În anii 1980 lansează ultimele hit-uri, deși nu aveau să se bucure de aceeași popularitate ca discurile single lansate anterior, printre care se numără "Il faut danser reggae" și "La Chanson du Mundial", aceasta din urmă fiind imnul Franței pentru Campionatul Mondial de Fotbal 1982. În 1986 lansează ultimul album de studio, Le visage de l'amour.

## Cântece promovate

### Anii 1950
| 1957                                                            | "Bambino"                              | 1 | 1  | 1  | 5  | —  | —  | — | — | — | — | Son nom est Dalida       |
| 1957                                                            | "Le torrent"                           |   | —  | 11 | —  | —  | —  | — | — | — | — | Son nom est Dalida       |
| 1957                                                            | "Tu n'as pas très bon caractère"       | 1 | —  | 10 | —  | —  | —  | — | — | — | — | Miguel                   |
| 1957                                                            | "Le ranch de Maria"                    |   | —  | 22 | —  | —  | —  | — | — | — | — | Miguel                   |
| 1957                                                            | "Maman la plus belle du monde"         |   | —  | 14 | —  | —  | —  | — | — | — | — | Miguel                   |
| 1957                                                            | "Oh la la"                             |   | —  | 14 | —  | —  | —  | — | — | — | — | Gondolier                |
| 1957                                                            | "Lazzarella"                           |   | —  | 8  | —  | —  | —  | — | — | — | — | Gondolier                |
| 1957                                                            | "Buenas noches mi amor"                |   | 1  | 8  | —  | —  | —  | — | — | — | — | Gondolier                |
| 1958                                                            | "Gondolier"                            | 1 | 1  | 1  | —  | —  | —  | — | — | — | — | Gondolier                |
| 1958                                                            | "Histoire d'un amour"                  |   | 9  | 13 | —  | 13 | —  | — | — | — | — | Gondolier                |
| 1958                                                            | "Le Jour où la pluie viendra"          |   | 2  | 3  | —  | 27 | 3  | 1 | 2 | — | — | Gondolier                |
| 1958                                                            | "Dans le bleu du ciel bleu"            | 1 | 3  | 6  | 5  | —  | —  | — | — | — | — | Les gitans               |
| 1958                                                            | "Du moment qu'on s'aime"               |   | 8  | 3  | 9  | —  | —  | — | — | — | — | Le Disque d'or de Dalida |
| 1958                                                            | "Quand on n'a que l'amour"             |   | 10 | —  | —  | —  | —  | — | — | — | — | Miguel                   |
| 1958                                                            | "Guitare et tambourin"                 | 1 | —  | 10 | —  | —  | —  | — | — | — | — | Le Disque d'or de Dalida |
| 1958                                                            | "Je pars"                              |   | —  | 24 | —  | —  | —  | — | — | — | — | Les gitans               |
| 1958                                                            | "Come prima"                           | 1 | 11 | 1  | 1  | —  | —  | — | — | — | — | Le Disque d'or de Dalida |
| 1958                                                            | "Aie! Mon cœur"                        |   | 5  | 16 | —  | —  | —  | — | — | — | — | Les gitans               |
| 1958                                                            | "Dieu seul"                            |   | 12 | 14 | —  | —  | —  | — | — | — | — | Les gitans               |
| 1958                                                            | "Mélodie perdue"                       |   | 6  | —  | —  | —  | —  | — | — | — | — | Les gitans EP            |
| 1958                                                            | "Si je pouvais revivre un jour ma vie" |   | 1  | —  | —  | —  | —  | — | — | — | — | Le Disque d'or de Dalida |
| 1958                                                            | "Les gitans"                           |   | 28 | 3  | —  | 3  | 3  | — | — | — | — | Les gitans               |
| 1959                                                            | "Ciao, ciao bambina"                   | 1 | 5  | 1  | —  | —  | —  | — | — | — | — | Le disque d'or de Dalida |
| 1959                                                            | "La chanson d'Orphée"                  |   | 19 | 3  | —  | —  | 13 | — | — | — | — | Love in Portofino        |
| 1959                                                            | "Adonis"                               |   | —  | 35 | —  | 34 | —  | — | — | — | — | Love in Portofino        |
| 1959                                                            | "T'aimer follement"                    | 1 | —  | 2  | —  | 23 | —  | — | — | — | — | Les enfants du Pirée     |
| 1959                                                            | "Romantica"                            | 1 | —  | 1  | 10 | —  | 11 | — | — | — | — | Les enfants du Pirée     |
| 1959                                                            | "Pardon"                               |   | 1  | —  | —  | —  | —  | — | — | — | — | Gondolier                |
| 1959                                                            | "Ce serait dommage"                    |   | 15 | —  | —  | —  | —  | — | — | — | — | Le disque d'or de Dalida |
| 1959                                                            | "Tu m'étais destiné"                   |   | —  | 25 | —  | —  | —  | — | — | — | — | Le disque d'or de Dalida |
| 1959                                                            | "Ne joue pas"                          |   | —  | 1  | —  | —  | —  | — | — | — | — | Love in Portofino        |
| 1959                                                            | "C'est ça l'amore"                     |   | —  | 15 | —  | —  | —  | — | — | — | — | Love in Portofino        |
| 1959                                                            | "Tout l'amour"                         |   | —  | 3  | —  | —  | —  | — | — | — | — | Le disque d'or de Dalida |
| 1959                                                            | "Mes frères"                           |   | —  | 20 | —  | —  | —  | — | — | — | — | La chanson d'Orphée EP   |
| 1959                                                            | "Love in Portofino"                    |   | —  | 20 | —  | —  | —  | — | — | — | — | Love in Portofino        |
| 1959                                                            | "Passion! Passion!"                    |   | 11 | —  | —  | —  | —  | — | — | — | — | —                        |
| 1959                                                            | "Rendez-vous au Lavandou"              |   | 28 | —  | —  | —  | —  | — | — | — | — | Les gitans               |
| "—" denotă faptul că discul nu a fost lansat sau nu s-a clasat. |                                        |   |    |    |    |    |    |   |   |   |   |                          |

### Anii 1960
| 1960                                                            | "Itsi bitsi, petit bikini"      |    | 1  | 1  | — | 16 | 15 | — | — | —  | — | Elle, lui et l'autre....   |
| 1960                                                            | "Elle, lui et l'autre"          |    | 1  | 30 | — | —  | —  | — | — | —  | — | Elle, lui et l'autre....   |
| 1960                                                            | "Marina"                        |    | —  | 4  | — | —  | 6  | — | — | —  | — | Love in Portofino          |
| 1960                                                            | "Les Enfants du Pirée"          |    | 2  | 1  | 2 | 2  | 1  | — | — | 2  | — | Les enfants du Pirée       |
| 1960                                                            | "Luna caprese"                  |    | —  | 29 | — | —  | —  | — | — | —  | — | Love in Portofino          |
| 1960                                                            | "Milord"                        |    | —  | —  | — | 8  | —  | 1 | 1 | —  | — | Milord                     |
| 1960                                                            | "J'ai rêvé"                     |    | —  | 21 | — | —  | —  | — | — | —  | — | Love in Portofino          |
| 1960                                                            | "Dans les rues de Bahia"        |    | —  | 15 | — | —  | —  | — | — | —  | — | Elle, lui et l'autre....   |
| 1960                                                            | "Garde moi la dernière danse"   |    | 4  | 2  | — | 34 | —  | — | — | —  | — | Dalida internationale      |
| 1960                                                            | "'O sole mio"                   |    | —  | 1  | — | —  | —  | — | — | —  | — | Elle, lui et l'autre....   |
| 1960                                                            | "Comme au premier jour "        |    | —  | 43 | — | —  | —  | — | — | —  | — | Elle, lui et l'autre....   |
| 1961                                                            | "24.000 baisers"                | 7  | 29 | 4  | — | —  | 3  | 3 | 1 | 10 | — | Dalida internationale      |
| 1961                                                            | "Pépé"                          | 7  | 34 | 6  | — | —  | 3  | 3 | 1 | 10 | — | Dalida internationale      |
| 1961                                                            | "Nuits d'Espagne"               | 7  | —  | 28 | — | —  | —  | — | — | —  | — | Loin de moi                |
| 1961                                                            | "Protégez-moi seigneur"         | 4  | —  | —  | — | —  | —  | — | — | —  | — | Loin de moi                |
| 1961                                                            | "Loin de moi"                   | 8  | —  | —  | — | —  | —  | — | — | —  | — | Loin de moi                |
| 1961                                                            | "Ni chaud ni froid"             | —  | 27 | —  | — | —  | —  | — | — | —  | — | Elle, lui et l'autre....   |
| 1961                                                            | "Les marrons chauds"            | —  | —  | 34 | — | —  | —  | — | — | —  | — | Dalida internationale      |
| 1961                                                            | "La joie d'aimer"               | —  | —  | 12 | — | —  | —  | — | — | —  | — | Dalida internationale      |
| 1961                                                            | "Aimez-vous Brahms"             | 13 | —  | —  | — | —  | —  | — | — | —  | — | —                          |
| 1961                                                            | "Avec une poignée de terre"     | 11 | —  | 8  | — | —  | —  | — | — | —  | — | Loin de moi                |
| 1961                                                            | "Parlez-moi d'amour"            | —  | —  | 28 | — | —  | —  | — | — | —  | — | Dalida internationale      |
| 1962                                                            | "Achète moi un juke-box"        | 3  | —  | 34 | — | —  | —  | — | — | —  | — | Le petit Gonzalès          |
| 1962                                                            | "Le Petit Gonzales"             | 4  | 2  | 3  | — | —  | —  | — | — | —  | — | Le petit Gonzalès          |
| 1962                                                            | "Tu ne sais pas"                | —  | —  | 4  | — | —  | —  | — | — | —  | — | Loin de moi                |
| 1962                                                            | "La leçon de twist"             | —  | —  | 4  | — | —  | —  | — | — | —  | — | Le petit Gonzalès          |
| 1962                                                            | "Tu peux la prendre"            | —  | 1  | 33 | — | —  | —  | — | — | —  | — | Loin de moi                |
| 1962                                                            | "Le Jour le plus long"          | 3  | 4  | 11 | — | —  | —  | — | — | —  | — | —                          |
| 1963                                                            | "Le jour du retour"             | —  | 1  | —  | — | —  | —  | — | — | —  | — | Eux                        |
| 1963                                                            | "La Partie de football"         | 15 | —  | 38 | — | —  | —  | — | — | —  | — | La Partie de football EP   |
| 1964                                                            | "Là il a dit"                   | —  | 6  | —  | — | —  | —  | — | — | —  | — | Ding-Ding EP               |
| 1964                                                            | "Ding-Ding"                     | 15 | 30 | 49 | — | —  | —  | — | — | —  | — | Ding-Ding EP               |
| 1964                                                            | "Chaque instant de chaque jour" | 16 | 30 | —  | — | —  | —  | — | — | —  | — | Amore scusami              |
| 1965                                                            | "Amore scusami"                 | 11 | 30 | 16 | — | —  | —  | — | — | —  | — | Amore scusami              |
| 1965                                                            | "Sois heureux"                  | —  | 2  | —  | — | —  | —  | — | — | —  | — | Eux                        |
| 1965                                                            | "Ascoltami"                     | —  | —  | —  | — | 19 | —  | — | — | —  | — | Pensiamoci ogni sera       |
| 1965                                                            | "Viva la pappa"                 | 10 | —  | 42 | — | —  | —  | — | — | —  | — | Viva la pappa EP           |
| 1965                                                            | "La Danse de Zorba"             | 8  | —  | 24 | — | 7  | —  | — | — | —  | — | Il silenzio                |
| 1965                                                            | "Scandale dans la famille"      | —  | 2  | 13 | — | 57 | —  | — | — | —  | — | Il silenzio                |
| 1965                                                            | "Bonsoir mon amour"             | 5  | 3  | 13 | — | —  | —  | — | — | —  | — | —                          |
| 1966                                                            | "El Cordobes"                   | 16 | —  | 43 | — | —  | —  | — | — | —  | — | Pensiamoci ogni sera       |
| 1966                                                            | "Petit homme"                   | 11 | 3  | 31 | — | —  | —  | — | — | —  | — | Olympia '67                |
| 1966                                                            | "Bang Bang"                     | —  | —  | —  | — | 1  | —  | — | — | —  | — | Piccolo ragazzo            |
| 1966                                                            | "Pensiamoci ogni sera"          | —  | —  | —  | — | 21 | —  | — | — | —  | — | Piccolo ragazzo            |
| 1966                                                            | "Parlez-moi de lui"             | —  | 35 | 45 | — | —  | —  | — | — | —  | — | Je t'appelle encore EP     |
| 1966                                                            | "La Sainte Totoche"             | —  | —  | —  | — | —  | —  | — | — | —  | — | Viva la pappa EP           |
| 1967                                                            | "Mama"                          | 10 | —  | 24 | — | 1  | —  | — | — | —  | — | Piccolo ragazzo            |
| 1967                                                            | "Ciao amore, ciao"              | —  | —  | 24 | — | 5  | —  | — | — | —  | — | Piccolo ragazzo            |
| 1967                                                            | "À qui?"                        | 10 | —  | 19 | — | —  | —  | — | — | —  | — | Olympia 67                 |
| 1967                                                            | "L'ultimo valzer"               | —  | —  | —  | — | 2  | —  | — | — | —  | — | Un pò d'amore              |
| 1967                                                            | "Les Grilles de ma maison"      | 10 | —  | 38 | — | —  | —  | — | — | —  | — | Olympia 67                 |
| 1968                                                            | "Dan dan dan"                   | —  | —  | —  | — | 2  | —  | — | — | —  | — | Un pò d'amore              |
| 1968                                                            | "La Bambola"                    | 20 | —  | 48 | — | —  | —  | — | 6 | —  | — | Le temps des fleurs        |
| 1968                                                            | "Un po d'amore"                 | —  | —  | —  | — | 37 | —  | — | — | —  | — | Un po d'amore              |
| 1968                                                            | "Si j'avais des millions"       | 10 | —  | 7  | — | —  | —  | — | — | —  | — | Si j'avais des millions EP |
| 1968                                                            | "Le temps des fleurs"           | 1  | —  | 7  | — | 18 | —  | — | — | —  | — | Le lemps des fleurs        |
| 1969                                                            | "Le promesse d'amore"           | —  | —  | —  | — | 25 | —  | — | — | —  | — | Canta in Italiano          |
| 1969                                                            | "Zoum zoum zoum"                | 10 | —  | 28 | — | —  | —  | — | — | —  | — | Ma mère me disait          |
| 1969                                                            | "Le sable de l'amour"           | —  | —  | 29 | — | —  | —  | — | — | —  | — | Ma mère me disait          |
| 1969                                                            | "Oh lady Mary"                  | —  | —  | —  | — | 8  | —  | — | — | —  | — | —                          |
| 1969                                                            | "L'an 2005"                     | —  | —  | 33 | — | —  | —  | — | — | —  | — | Ma mère me disait          |
| "—" denotă faptul că discul nu a fost lansat sau nu s-a clasat. |                                 |    |    |    |   |    |    |   |   |    |   |                            |

### Anii 1970
| 1970                                                            | "Le Clan des Siciliens"                | 16 | —  | 39 | —  | —  | — | —  | — | — | —  | Le Clan des Siciliens EP  |
| 1970                                                            | "La Mia vita è una giostra"            | —  | —  | —  | —  | 55 | — | —  | — | — | —  | —                         |
| 1970                                                            | "Darla dirladada"                      | 7  | 16 | 13 | —  | 47 | — | —  | — | — | —  | Ils ont changé ma chanson |
| 1970                                                            | "Ils ont changé ma chanson"            | 16 | —  | 16 | —  | 57 | — | —  | — | — | 84 | Ils ont changé ma chanson |
| 1971                                                            | "Si c'était à refaire"                 | —  | 30 | —  | —  | —  | — | —  | — | — | —  | Ils ont changé ma chanson |
| 1971                                                            | "Mammy blue"                           | —  | —  | —  | —  | 19 | — | —  | — | — | —  | Une vie                   |
| 1971                                                            | "Jésus Bambino"                        | —  | —  | 27 | —  | —  | — | —  | — | — | —  | Une vie                   |
| 1972                                                            | "Mamina"                               | 19 | —  | 29 | —  | —  | — | —  | — | — | —  | Il faut du temps          |
| 1972                                                            | "Parle plus bas"                       | 5  | —  | 5  | —  | —  | — | —  | — | — | —  | Il faut du temps          |
| 1972                                                            | "Ma mélo mélodie"                      | 17 | —  | 36 | —  | —  | — | —  | — | — | —  | Il faut du temps          |
| 1973                                                            | "Paroles... Paroles..."                | 10 | —  | 4  | —  | —  | — | —  | — | — | 28 | Julien                    |
| 1973                                                            | "Mais il y a l'accordéon"              | —  | —  | 44 | —  | —  | — | —  | — | — | —  | Julien                    |
| 1973                                                            | "Vado Via"                             | —  | —  | 25 | —  | —  | — | —  | — | — | —  | Julien                    |
| 1973                                                            | "Je suis malade"                       | —  | —  | 25 | —  | —  | — | —  | — | — |    | Julien                    |
| 1974                                                            | "Gigi l'amoroso"                       | 4  | 3  | 4  | 1  | 59 | 2 | —  | — | 2 | —  | Manuel                    |
| 1974                                                            | "Il venait d'avoir 18 ans"             | 4  | 3  | 4  | 1  | 37 | — | 13 | — | — | —  | Julien                    |
| 1974                                                            | "Ta femme"                             | 13 | 7  | 14 | —  | —  | — | —  | — | — | —  | Manuel                    |
| 1974                                                            | "Anima mia"                            | 13 | —  | 14 | —  | —  | — | —  | — | — | —  | Manuel                    |
| 1974                                                            | "Manuel"                               | —  | —  | 23 | —  | —  | — | —  | — | — | —  | Manuel                    |
| 1975                                                            | "Et de l'amour, de l'amour"            | 16 | —  | 24 | —  | —  | — | —  | — | — | —  | J'attendrai               |
| 1975                                                            | "Mein lieber Herr"                     | 19 | 10 | 17 | —  | —  | — | —  | — | — | —  | J'attendrai               |
| 1976                                                            | "J'attendrai"                          | 1  | 2  | 1  | 4  | —  | — | —  | — | 9 | —  | J'attendrai               |
| 1976                                                            | "Bésame mucho"                         | 7  | —  | 4  | 27 | —  | — | —  | — | — | —  | Coup de chapeau au passé  |
| 1976                                                            | "Le Petit Bonheur"                     | 14 | —  | 14 | —  | —  | — | —  | — | — | —  | Coup de chapeau au passé  |
| 1976                                                            | "Ne lui dis pas"                       | —  | 3  | 46 | —  | —  | — | —  | — | — | —  | J'attendrai               |
| 1976                                                            | "Captain Sky"                          | —  | —  | 38 | —  | —  | — | —  | — | — | —  | Femme est la nuit         |
| 1977                                                            | "Femme est la nuit"                    | 12 | 8  | 9  | —  | —  | — | —  | — | — | —  | Femme est la nuit         |
| 1977                                                            | "Salma Ya Salama"                      | 5  | —  | 3  | —  | —  | — | —  | — | — | —  | Salma Ya Salama           |
| 1977                                                            | "Histoire d'aimer"                     | —  | —  | 47 | —  | —  | — | —  | — | — | —  | Salma Ya Salama           |
| 1977                                                            | "Remember... c'était loin"             | —  | —  | 27 | —  | —  | — | —  | — | — | —  | Salma Ya Salama           |
| 1978                                                            | "Génération 78"                        | 8  | 6  |    | —  | —  | — | —  | — | — | —  | Ça me fait rêver EP       |
| 1978                                                            | "Ça me fait rêver"                     | 14 | 35 |    | —  | —  | — | —  | — | — | —  | Ça me fait rêver EP       |
| 1978                                                            | "Ma vie, je la chante"                 | —  | 12 |    | —  | —  | — | —  | — | — | —  | Manuel                    |
| 1979                                                            | "Lambeth Walk"                         | 15 | 2  |    | —  | —  | — | —  | — | — | —  | Dédié à toi               |
| 1979                                                            | "Problemorama"                         | —  | 5  |    | —  | —  | — | —  | — | — | —  | Dédié à toi               |
| 1979                                                            | "Laissez-moi danser (Monday, Tuesday)" | 2  | 3  |    | 22 | —  | — | —  | — | — | —  | Dédié à toi               |
| 1979                                                            | "Helwa Ya Baladi"                      | —  | —  |    | —  | —  | — | —  | — | — | —  | Dédié à toi               |
| "—" denotă faptul că discul nu a fost lansat sau nu s-a clasat. |                                        |    |    |    |    |    |   |    |   |   |    |                           |

### Anii 1980
| 1980                                                            | "Il faut danser reggae"              | 11 | 17 |  | — | — | — | — | — | — | — | Gigi in paradisco                              |
| 1980                                                            | "Gigi in paradisco"                  | —  | 11 |  | — | — | — | — | — | — | — | Gigi in paradisco                              |
| 1980                                                            | "Rio do Brasil"                      | —  | 5  |  | — | — | — | — | — | — | — | Rio do Brasil single                           |
| 1981                                                            | "À ma manière"                       | —  | 35 |  | — | — | — | — | — | — | — | Olympia 81                                     |
| 1981                                                            | "Marjolaine"                         | —  | 36 |  | — | — | — | — | — | — | — | Olympia 81                                     |
| 1981                                                            | "Il pleut sur Bruxelles"             | —  | —  |  | — | — | — | — | — | — | — | Olympia 81                                     |
| 1981                                                            | "Americana"                          | —  | —  |  | — | — | — | — | — | — | — | Olympia 81                                     |
| 1981                                                            | "Quand je n'aime plus, je m'en vais" | —  | 14 |  | — | — | — | — | — | — | — | Special Dalida                                 |
| 1982                                                            | "Jouez bouzouki"                     | 17 | 8  |  | — | — | — | — | — | — | — | Special Dalida                                 |
| 1982                                                            | "La Chanson du Mundial"              | 17 | —  |  | — | — | — | — | — | — | — | La Chanson du Mundial EP                       |
| 1983                                                            | "Confidences sur la fréquence"       | —  | 44 |  | — | — | — | — | — | — | — | Confidences sur la fréquence single / Femme... |
| 1983                                                            | "Les P'tits Mots"                    | —  | 40 |  | — | — | — | — | — | — | — | Les P'tits Mots                                |
| 1983                                                            | "Femme"                              | —  | —  |  | — | — | — | — | — | — | — | Les P'tits Mots / Femme...                     |
| 1984                                                            | "Soleil"                             | —  | —  |  | — | — | — | — | — | — | — | Dali                                           |
| 1984                                                            | "Kalimba de luna"                    | —  | —  |  | — | — | — | — | — | — | — | Dali                                           |
| 1984                                                            | "Pour te dire je t'aime"             | —  | —  |  | — | — | — | — | — | — | — | Dali                                           |
| 1985                                                            | "Reviens-moi"                        | —  | —  |  | — | — | — | — | — | — | — | —                                              |
| 1985                                                            | "Le temps d'aimer"                   | —  | —  |  | — | — | — | — | — | — | — | Le visage de l'amour                           |
| 1986                                                            | "Parce que je ne t'aime plus"        | —  | —  |  | — | — | — | — | — | — | — | Le visage de l'amour                           |
| 1987                                                            | "Pour en arriver là"                 | —  | —  |  | — | — | — | — | — | — | — | Dali                                           |
| "—" denotă faptul că discul nu a fost lansat sau nu s-a clasat. |                                      |    |    |  |   |   |   |   |   |   |   |                                                |

### Anii 1990
| 1996                                                            | "Là-bas dans le noir"          | 49 | — | — | — | — | — | — | — | — | — | —               |
| 1998                                                            | "Quand s'arrêtent les violons" | 83 | — | — | — | — | — | — | — | — | — | Salma ya salama |
| "—" denotă faptul că discul nu a fost lansat sau nu s-a clasat. |                                |    |   |   |   |   |   |   |   |   |   |                 |

### Anii 2010
| 2016                                                            | "Mourir sur scène"         | 95  | — | — | — | — | — | — | — | — | — | Les p'tits mots |
| 2017                                                            | "Je suis malade"           | 113 | — | — | — | — | — | — | — | — | — | Julien          |
| 2017                                                            | "Il venait d'avoir 18 ans" | 127 | — | — | — | — | — | — | — | — | — | Julien          |
| "—" denotă faptul că discul nu a fost lansat sau nu s-a clasat. |                            |     |   |   |   |   |   |   |   |   |   |                 |